# Neuropoa fax
Neuropoa es un género monotípico de plantas herbáceas perteneciente a la familia de las poáceas. Su única especie: Neuropoa fax, es originaria de Australia.

## Taxonomía
Neuropoa fax fue descrita por (J.H.Willis & Court) Clayton y publicado en Kew Bulletin 40(4): 728. 1985.
Sinonimia
- Poa fax J.H.Willis & Court
- Poa lepida F.Muell.[3][4]